# 120th Airlift Wing
Il 120th Airlift Wing è uno Stormo da trasporto della Montana Air National Guard. Riporta direttamente all'Air Mobility Command quando attivato per il servizio federale. Il suo quartier generale è situato presso la Great Falls Air National Guard Base, Montana.

## Organizzazione
Attualmente, al settembre 2017, esso controlla:
- 120th Operations Group
  - 120th Operations Support Squadron
  - 186th Airlift Squadron - Equipaggiato con C-130H
- 120th Maintenance Group
  - 120th Aircraft Maintenance Squadron
  - 120th Maintenance Squadron
  - 120th Maintenance Operations Flight
- 120th Mission Support Group
  - 120th Civil Engineer Squadron
  - 120th Communications Flight
  - 120th Force Support Squadron
  - 120th Logistics Readiness Squadron
  - 120th Security Forces Squadron
- 120th Medical Group
- 219th RED HORSE Squadron
- 120th Comptroller Flight